# Campeonato Mundial de Ciclismo en Ruta de 1981
Los Campeonatos del mundo de ciclismo en ruta de 1981 se celebraron en la ciudad checoslovaca de Praga entre el 26 y el 31 de agosto de 1981. 

## Resultados
| Evento                     | Oro                                                                            | Oro        | Plata                                                                    | Plata    | Bronce                                                              | Bronce   |
| -------------------------- | ------------------------------------------------------------------------------ | ---------- | ------------------------------------------------------------------------ | -------- | ------------------------------------------------------------------- | -------- |
| Pruebas masculinas         |                                                                                |            |                                                                          |          |                                                                     |          |
| Hombres - carrera en línea | Freddy Maertens · Bélgica                                                      | 7.21'59"   | Giuseppe Saronni · Italia                                                | m.t.     | Bernard Hinault Francia                                             | m.t.     |
| Contrerreloj por equipos   | República Democrática Alemana Falk Boden Bernd Drogan Mario Kummer Olaf Ludwig | 1h 59' 16" | Unión Soviética Youri Kashirin Oleg Logvin Sergej Kadazki Anatoli Yarkin | + 2' 50" | Checoslovaquia Milan Jurčo Michal Klasa Alipi Kostadinov Jiří Škoda | + 3' 12" |
| Amateur - carrera en línea | Andrei Vedernikov Unión Soviética                                              | 4h 47' 05" | Rudy Rogiers · Bélgica                                                   | m.t.     | Gilbert Glaus · Suiza                                               | + 48"    |
| Pruebas femeninas          |                                                                                |            |                                                                          |          |                                                                     |          |
| Mujeres - carrera en línea | Ute Enzanauer Alemania Occidental                                              | 1h 30' 02" | Jeannie Longo Francia                                                    | m.t.     | Connie Carpenter Estados Unidos                                     | m.t.     |